# Papežka
Papežka (něm. Die Päpstin) je muzikál na motiv stejnojmenné knihy Papežka Jana od spisovatelky Donny W. Crossové. Autorem muzikálu je německý skladatel a spisovatel Dennis Martin. Muzikál měl premiéru v německém městě Fulda dne 3. června 2011. Česká premiéra se uskutečnila v Městském divadle Brno dne 4. února 2012. Hana Holišová, představitelka hlavní role papežky Jany, získala za svůj výkon Cenu Thálie pro rok 2012.

## Děj
Příběh pojednává o dívce jménem Jana. Ta je pilná, svědomitá a ráda se učí. V 9. století, ve kterém se příběh odehrává, to však ženy nemají lehké. Přesto všechno se Janě dostane dobrého vzdělání v klášterní škole, avšak za velmi velkou oběť, musí se maskovat za muže. Jak Jana dospívá, seznámí se dokonce i se samotným papežem. Ten však brzy umírá a jeho nástupcem má být právě Jana. A tak se také stane – na trůn nastoupí pod jménem Jan Anglicus. Nikdo neprokoukne její převlek až do doby, než Jana porodí své dítě.

## Česká inscenace

### Brněnská verze
V Městském divadle Brno měl muzikál premiéru roku 2012. Na ni dorazila autorka knižní předlohy Donna W. Crossová i autor německé verze muzikálu Dennis Martin. Samotné představení trvá tři hodiny a patnáct minut a má jednu dvacetiminutovou přestávku.

#### Hlavní role
| Hana Holišová nebo Svetlana Janotová     | Jana           |
| Ladislav Kolář                           | Aeskulapius    |
| Petr Gazdík nebo Robert Jícha            | Gerold         |
| Aleš Slanina                             | Anastasius     |
| Igor Ondříček                            | Arsenius       |
| Karolína Burešová nebo Kristýna Kučerová | Jana (dítě)    |
| Lubomír Hrdlička nebo Petr Šimčák        | Jan (dítě)     |
| Johana Gazdíková nebo Ivana Vaňková      | Gudrun         |
| Stano Slovák                             | Otec Jany      |
| Jan Mazák                                | Sergius, Papež |